# Sega Nomad
De Nomad was een door Sega vervaardigde draagbare spelcomputer die enkel in Noord-Amerika is uitgebracht. Van de Nomad is nooit een PAL-versie, voor onder andere Europa, Australië en Zuid-Afrika, verschenen. De Nomad beschikte over een ingebouwd kleurenscherm en speelde Sega Mega Drive cartridges af en was afgeleid van de in Japan verkrijgbare Sega Mega Jet. De codenaam van het spelsysteem tijdens de ontwikkelingsfase was Project Venus. Sega gebruikte destijds namen van planeten als codenamen voor in ontwikkeling zijnde spelsystemen.

## Kenmerken
De Nomad werd in 1995 gelanceerd in de Verenigde Staten voor $180 en in de markt gezet als een draagbare Sega Genesis (de Amerikaanse benaming voor de Mega Drive). Een opvallend kenmerk van de Nomad was dat deze middels een kabel met de tv kon worden verbonden zodat twee spelers met of tegen elkaar konden spelen. Eén speler keek naar het televisiebeeldscherm, de andere naar het Nomad beeldscherm.

## Een snelle dood
Hoewel de Nomad vele loftuitingen ontving met betrekking tot onder andere de schermresolutie en andere kenmerken had het echter ook te kampen met enkele problemen. De Nomad was niet compatibel met de 32X en Sega Mega-CD vanwege destijds geldende hardwarematige en technische beperkingen. Ook Sega's Power Base Converter, een hardwarematige toepassing om spellen voor het Master System op de Sega Mega Drive te kunnen weergeven, werd niet ondersteund. Qua specificaties was de Nomad een goede draagbare spelcomputer met kleurweergave en er waren ongeveer 600 spellen voor het systeem verkrijgbaar, maar in vergelijking tot de Sega Game Gear was de Nomad qua afmetingen nogal fors en had een zeer (te) beperkte batterijlevensduur.
Bovendien werd de Nomad al snel ingehaald door de kwalitatief betere Sega Saturn, Sony PlayStation en Nintendo 64.

## Technische specificaties
- Processoren
  - Motorola 16 bits-M68000 met een kloksnelheid van 7,67 MHz.
  - Zilog 8 bits-Z80 met een kloksnelheid van 3,58 MHz voor het geluid.
- Geheugen
  - Totaal: 156 kB
  - ROM: 20 kB
  - RAM: 64 kB
  - VRAM: 64 kB
  - Audio-RAM: 8 kB
- Weergave
  - Geïntegreerd lcd-beeldscherm
  - Resolutie: 320 x 224 beeldpunten
  - Kleurenpalet: 512 kleuren
  - 64 kleuren gelijktijdig
  - Maximaal aantal sprites: 80
- Geluid
  - Yamaha YM2612, 6 FM-synthesekanalen, 4 PSG-kanalen. Stereo geluidsweergave.
  - Texas Instruments SN76489 PSG (Programmable Sound Generator)
- Stroomverbruik: 9V, 850mA